# John Edwards (Politiker, 1748)

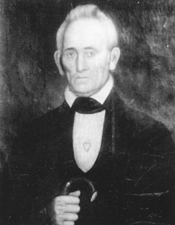
John Edwards

John Edwards (* 1748 im Stafford County, Colony of Virginia; † 1837 bei Paris, Kentucky) war ein US-amerikanischer Politiker, der den Bundesstaat Kentucky im US-Senat vertrat.
John Edwards zog 1780 ins Fayette County, das zu diesem Zeitpunkt noch ein Teil des Bundesstaats Virginia war, und wurde dort als Pflanzer tätig. Von 1781 bis 1783 sowie von 1785 bis 1786 war er Abgeordneter im Repräsentantenhaus von Virginia. Im Jahr 1788 war er Mitglied der Kommission, die für den künftigen Bundesstaat Kentucky die Grenzen festlegte; vier Jahre später nahm er an der Versammlung teil, die für Kentucky die Staatsverfassung schuf.
Nach der Aufnahme Kentuckys in die Union wurden Edwards und John Brown die beiden ersten US-Senatoren des neuen Staates. Beide traten ihr Amt am 17. Juni 1792 an; Edwards’ Zeit im Senat endete am 3. März 1795, während Brown dort bis 1805 verblieb.
Nach seinem Abschied aus dem Kongress wurde Edwards noch im selben Jahr Abgeordneter im Repräsentantenhaus seines Staates; von 1796 bis 1800 gehörte er dann dem Senat von Kentucky an. Danach zog er sich aus der Politik zurück. Er starb 1837 auf seiner Plantage im Bourbon County.